# VM i fodbold 1930
VM i fodbold 1930 var det første VM i fodbold. Turneringen blev afviklet i Uruguay, der var blevet valgt som vært, fordi landet var olympisk mester i fodbold (vundet i 1924 og 1928), og fordi det fejrede sit 100 års uafhængighed. Ud over at være den første vært, blev Uruguay også den første verdensmester ved at slå Argentina 4-2 i finalen.
Deltagerne til det første VM i fodbold blev inviteret – og således er VM i 1930 det eneste verdensmesterskab uden en forudgående kvalifikationsturnering. På grund af den lange og dyre rejse over Atlanten valgte kun få europæiske hold at deltage; blot to måneder inden turneringen startede, havde ingen hold fra Europa officielt tilmeldt sig. FIFA's formand, Jules Rimet, og den uruguayanske regering blev nødt til at gribe ind og lovede at betale rejseudgifterne for de deltagende europæiske hold. Fire hold tog imod tilbuddet og den tre uger lange sørejse: Belgien, Frankrig, Rumænien og Jugoslavien.
Dermed kom deltagerantallet op på 13, og holdene blev inddelt i fire grupper. Alle kampene blev spillet i Uruguays hovedstad, Montevideo. Eftersom der ikke var spillet kvalifikationskampe inden, var VM's to åbningskampe (spillet samtidig den 13. juli) også de første VM-kampe nogensinde. Frankrig slog Mexico 4-1, mens USA samtidig besejrede Belgien 3-0 i den anden ende af byen. Frankrigs Lucien Laurent scorede det første VM-mål nogensinde. USA's Bert Patenaude lavede det første hattrick i VM-historien, da hans hold slog Paraguay 3-0.
De fire gruppevindere, Argentina, Jugoslavien, Uruguay og USA, gik videre til semifinalerne. Begge semifinaler endte 6-1. Argentina slog USA, og Uruguay besejrede Jugoslavien. Eftersom den senere så traditionelle bronzekamp ikke blev indført før 1934, er VM i 1930 det eneste VM uden kampe mellem semifinalerne og finalen. Imidlertid hævder visse kilder, heriblandt en
FIFA Bulletin fra 1984, at kampen rent faktisk fandt sted (Jugoslavien – USA 3-1), men denne oplysning er ikke blevet officielt bekræftet endnu.
Den første VM-finale nogensinde blev spillet på Estadio Centenario i Montevideo den 30. juli 1930. En tilsyneladende ubetydelig kontrovers overskyggede optakten til kampen, idet de to hold ikke kunne blive enige om hvilket hold, der skulle stille en bold til rådighed for kampen. Dette tvang FIFA til at gribe ind og dekretere, at det argentinske hold skulle sørge for bolden til første halvleg og uruguayanerne bolden til anden halvleg. Kampen endte 4-2 til Uruguay (som var bagud 2-1 ved pausen), der dermed kunne tilføje titlen som verdensmester til de allerede imponerende olympiske titler. Jules Rimet overrakte VM-pokalen, som senere blev opkaldt efter ham. Den sidste spiller i live fra den finale, Francisco Varallo (som spillede angriber for Argentina), døde i 2010.

## Resultater

### Indledende runde
| Gruppe A             |                      |                      |       |
| Frankrig - Mexico    | Frankrig - Mexico    | Frankrig - Mexico    | 4-1   |
| Argentina - Frankrig | Argentina - Frankrig | Argentina - Frankrig | 1-0   |
| Chile - Mexico       | Chile - Mexico       | Chile - Mexico       | 3-0   |
| Chile - Frankrig     | Chile - Frankrig     | Chile - Frankrig     | 1-0   |
| Argentina - Mexico   | Argentina - Mexico   | Argentina - Mexico   | 6-3   |
| Argentina - Chile    | Argentina - Chile    | Argentina - Chile    | 3-1   |
|                      | Kampe                | Mål                  | Point |
| Argentina            | 3                    | 10-4                 | 6     |
|                      |                      |                      |       |
| Chile                | 3                    | 5-3                  | 4     |
| Frankrig             | 3                    | 4-3                  | 2     |
| Mexico               | 3                    | 4-13                 | 0     |

| Gruppe B                |                         |                         |       |
| Jugoslavien - Brasilien | Jugoslavien - Brasilien | Jugoslavien - Brasilien | 2-1   |
| Jugoslavien - Bolivia   | Jugoslavien - Bolivia   | Jugoslavien - Bolivia   | 4-0   |
| Brasilien - Bolivia     | Brasilien - Bolivia     | Brasilien - Bolivia     | 4-0   |
|                         |                         |                         |       |
|                         |                         |                         |       |
|                         |                         |                         |       |
|                         | Kampe                   | Mål                     | Point |
| Jugoslavien             | 2                       | 6-1                     | 4     |
|                         |                         |                         |       |
| Brasilien               | 2                       | 5-2                     | 2     |
| Bolivia                 | 2                       | 0-8                     | 0     |

| Gruppe C           |                    |                    |       |
| Rumænien - Peru    | Rumænien - Peru    | Rumænien - Peru    | 3-1   |
| Uruguay - Peru     | Uruguay - Peru     | Uruguay - Peru     | 1-0   |
| Uruguay - Rumænien | Uruguay - Rumænien | Uruguay - Rumænien | 4-0   |
|                    |                    |                    |       |
|                    |                    |                    |       |
|                    |                    |                    |       |
|                    | Kampe              | Mål                | Point |
| Uruguay            | 2                  | 5-0                | 4     |
|                    |                    |                    |       |
| Rumænien           | 2                  | 3-5                | 2     |
| Peru               | 2                  | 1-4                | 0     |

| Gruppe D           |                    |                    |       |
| USA - Belgien      | USA - Belgien      | USA - Belgien      | 3-0   |
| USA - Paraguay     | USA - Paraguay     | USA - Paraguay     | 3-0   |
| Paraguay - Belgien | Paraguay - Belgien | Paraguay - Belgien | 1-0   |
|                    |                    |                    |       |
|                    |                    |                    |       |
|                    |                    |                    |       |
|                    | Kampe              | Mål                | Point |
| USA                | 2                  | 6-0                | 4     |
|                    |                    |                    |       |
| Paraguay           | 2                  | 1-3                | 2     |
| Belgien            | 2                  | 0-4                | 0     |

### Semifinaler
- Argentina – USA 6-1 (Estadio Centenario, Montevideo)

1-0 Luis Monti (20.), 2-0 Alejandro Scopelli (61.), 3-0 Guillermo Stabile (69.), 4-0, 5-0 Carlos Peucelle (80., 85.), 6-0 Guillermo Stabile (87.), 6-1 James Brown (89.)
- Uruguay – Jugoslavien 6-1 (Estadio Centenario, Montevideo)

0-1 Branislav Sekulic (4.), 1-1 Pedro Cea (18.), 2-1, 3-1 Pelegrin Anselmo (21., 39.), 4-1 Victoriano Santos Iriarte (61.), 5-1, 6-1 Pedro Cea (65., 81.)

### Finale
- Uruguay – Argentina 4-2

1-0 Pablo Dorado (12.), 1-1 Carlos Peucelle (20.), 1-2 Guillermo Stabile (37.), 2-2 Predo Cea (57.), 3-2 Victoriano Santos Iriarte (68.), 4-2 Hector Castro (89.)
Dommer: Jan Langenus (Belgien)
80.000 tilskuere på Estadio Centenario i Montevideo

## Målscorer
8 mål
- Guillermo Stábile

5 mål
- Pedro Cea

4 mål
- Bert Patenaude

3 mål
- Carlos Peucelle
- Preguinho
- Peregrino Anselmo
- Ivan Bek

2 mål
| - Luis Monti - Adolfo Zumelzú - Moderato - Guillermo Subiabre - Carlos Vidal | - André Maschinot - Manuel Rosas - Héctor Castro - Pablo Dorado - Victoriano Santos Iriarte | - Bart McGhee - Đorđe Vujadinović |

1 mål
| - Mario Evaristo - Alejandro Scopelli - Francisco Varallo - Marcel Langiller - Lucien Laurent - Juan Carreño | - Roberto Gayón - Luis Vargas Peña - Luis Souza Ferreira - Ştefan Barbu - Adalbert Deşu - Constantin Stanciu | - Jim Brown - Héctor Scarone - Blagoje Marjanović - Branislav Sekulić - Aleksandar Tirnanić |